# Prištinski okrug
Prištinski okrug (albanski: Qarku i Prishtinës, srpski: Приштински округ) je okrug na Kosovu. Sjedište je u glavnom gradu Kosova, u Prištini.

## Podjela
Okrug se djeli na sedam općina:
- Priština
- Glogovac
- Kosovo Polje
- Lipljan
- Novo Brdo
- Obilić
- Podujevo